# Zdenka Jagarinec
Zdenka Jagarinec, slovenska novinarka in piarovka, * 1959, Ljubljana, † 26. november 2019.
Kot novinarka je bila zaposlena na različnih uredniških in redaktorskih položajih v medijskih hišah, kot so Radio glas Ljubljane, Slovenska tiskovna agencija in Pro Plus, zaposlena pa je bila tudi na Uradu Vlade Republike Slovenije za komuniciranje, kjer je med letoma 1999 in 2000 krajši čas delovala kot direktorica.
Kasneje je bila piarovka Stranke modernega centra, leta 2017 pa je postala vodja odnosov z javnostmi na Ministrstvu za zdravje pod ministrico Milojko Kolar Celarc.
Njen mož je bil publicist Marcel Štefančič.